# Apollo/Domain

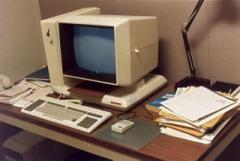
Apollo Computer Apollo/Domain DN330 workstation

Apollo/Domain war eine Workstation-Serie des Herstellers Apollo Computer Inc., die zwischen 1980 und 1989 produziert wurde. Obwohl die Namen mittlerweile kaum noch bekannt sind, galt Apollo zwischen 1980 und 1987 als größter und bedeutendster Hersteller von vernetzten Workstations. Die meisten Workstations nutzten eine Motorola-68k-CPU mit Apollo eigenem Chipsatz. Eine wesentliche Ausnahme bildet aber die DN10000-Workstation, sie nutzte als Prozessor eine Eigenentwicklung, einen der ersten RISC-Prozessoren, den Apollo-PRISM-Prozessor, welcher auch Pate für die PA-RISC-CPUs von Hewlett-Packard gestanden haben soll.

## Betriebssystem
Das ursprüngliche Betriebssystem, eine Eigenentwicklung, nannte sich Apollo Aegis, Aegis wurde später in Apollo Domain/OS umbenannt. Aegis war ein elegantes eigenständiges Betriebssystem. Ende der Achtziger wurde es POSIX-konform erweitert. Bemerkenswert ist, dass große Teile des Betriebssystems nicht wie sonst üblich in C geschrieben waren, sondern in einer hauseigenen Version von Pascal. Zu den besonders gelungenen und eleganten Funktionen gehörte die Netzwerkimplementierung. Man konnte praktisch alles, was lokal möglich war, auch auf das Netzwerk auslagern und verteilen. Eine Funktionalität, die in dieser Transparenz für die damalige Zeit einmalig ist. Legendär ist auch die gelungene und zeitsparende Systemadministration.

## Kompatibilität
Die Workstations hatten eine eigene Hardware und CPUs, die nicht von Intel stammten. Daher waren zum Erlangen der PC-Kompatibilität Zusätze notwendig. Es gab vergleichsweise langsame Software-Emulatoren (vergl. Virtualisierung), aber auch schnelle hardwarebasierte Zusatzkarten mit i286- oder i386-CPU.